# John Axel Nannfeldt
John Axel Nannfeldt, egentligen Johan Axel Frithiof Nannfeldt, född 18 januari 1904 i Trelleborg, död 4 november 1985 i Uppsala, var en svensk botanist och mykolog, verksam vid Uppsala universitet.

## Biografi
Nannfeldt avlade filosofie licentiatexamen i Uppsala 1931 och promoverades till filosofie doktor i botanik 1932 och blev docent vid Uppsala universitet samma år samt professor där 1939. Han var ledamot av styrelsen för Lantbrukshögskolan från 1945, av Naturvetenskapliga forskningsrådet 1952–1958 och invaldes som ledamot nummer 983 av Kungliga Vetenskapsakademien 1955. 
Nannfeldt var bibliotekarie vid Östgöta nation 1925 och 1926 och andre kurator där 1926–1928. År 1939 utsågs han till hedersledamot av nationen och 1944 till hedersledamot även av Gästrike-Hälsinge nation där han var inspektor 1944–1970.
Nannfeldt beskrev ett stort antal svamparter, bland annat inom gruppen jordtungor. Auktorsnamnet Nannf. kan användas för John Axel Nannfeldt i samband med ett vetenskapligt namn inom botaniken; se Wikipediaartiklar som länkar till auktorsnamnet.

## Familj
John Axel Nannfeldt var son till tullförvaltaren Johan Frithiof Nannfeldt och Hedvig Antonia Elisabet, född Andersson. Han var sedan 1935 gift med Ragnhild Brigitta, född Grundell.